# 陳啓川
陳啓川（臺灣話：Tân Khé-chhoan；1899年3月14日—1993年5月11日），臺灣高雄市人，日治時期曾出任高雄州協議員。國民政府接收臺灣後，曾在總統蔣中正多次邀約下任高雄市市長。出身陳中和家族，為陳中和六子。

## 早年生平
陳啓川於明治三十二年（1899年）3月14日出生於今高雄市苓雅區。幼年就讀於苓雅寮公學校（今苓洲國小），十三歲時赴日本讀書，進入慶應義塾大學附設普通科就讀，歷經初等部、高等部，大學部時進入經濟學部主修金融經濟，但就讀一年後即返台。
在慶應大學期間，擁有黑壯身材，身高175公分的陳啓川也是運動健將，大正六年（1917年）慶應義塾成立「競走部」。隔年10月的慶應競技會，陳啓川參加鐵餅項目，初試啼聲即榮獲冠軍。爾後幾場全國性運動賽會，他在短跑、接力、田賽擲部等項目，有極佳表現。
1920年，日本準備參加第7屆安特衛普奧運。大日本體育協會積極籌備預選賽，務期選拔優秀選手前往奧運。預選賽分為兩次，第一次先在日本各地舉行，共10場，各項目前三名選手則晉級到東京參加第二次預選賽。此時陳啓川也報名參加，在第一次預選賽順利通過，第二次預選賽與慶應義塾隊友們400公尺接力奪得勝利，打破日本紀錄，還獲頒「優秀紀錄證」。唯最終日本因財政困難，田徑運動僅12名選手參加，也未報名400公尺接力，陳啓川無緣於奧運會。

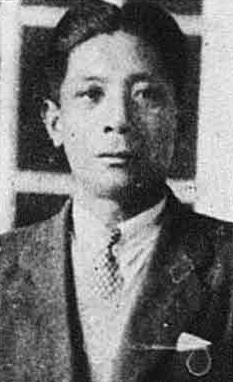
前高雄市市長陳啟川

返台之後，陳啓川投入家族產業，出任陳中和物產株式會社取締役（董事）、烏樹林製鹽株式會社取締役、《臺灣新民報》相談役（顧問）等職，昭和七年（1932年）被推舉為高雄市協議員，12月就任，參與市政。
陳中和在《興南新聞》成立後也出任取締役，並兼任《高雄新報》取締役。日治末期，日本政府大張旗鼓搞皇民奉公會時，陳啓川出任高雄市支會奉公委員。當時其弟陳啓清已是中央本部奉公委員。

## 戰後
出身澎湖的謝掙強在佈局高雄市首屆民選市長選舉時，曾拜訪高雄市「在地派」聲望最高的陳啓川，明言若當選，主任秘書人選由陳啓川推薦，後接受另一位「半山」陳漢平擔任。:360唯謝掙強當選後，撤換了主任秘書陳漢平，引起在地派不滿。在地派一度找上陳啓川出馬第二屆高雄市長選舉的黨內初選，陳啓川雖答應參選，但一來起步太晚，二來在謝掙強掌握市府系統的公教票及外省籍軍人支持下，陳啓川在黨內初選敗下陣來。:388謝掙強仍獲國民黨提名。

### 高雄市長
隨著在第四屆高雄市議會改選，「在地派」實力已遠超過澎湖派及臺南派。對於連續三屆落入外人手中的市長寶座已勢在必得。然而出身臺南派的時任市長陳武璋背後有蔣經國做靠山，在地派卻「朝中無人」。「在地派」因此公認唯有推出與蔣介石交情頗深的陳家陳啓川出馬才能獲勝，若是蔣介石點頭，蔣經國也不敢有意見。:428最後由在地派的許金煜代為登記，在市黨部默許下視為登記完成，將陳武璋與陳啟川送到中央。在蔣介石圈選下，國民黨提名了陳啟川。:428
1960年第四屆高雄市長選舉，在國民黨百般敦請下，陳啓川角逐高雄市長。陳啓川雖一度以侍奉老母懇辭，最後在層峰要求下出馬角逐。:154-155在黨外的楊金虎退選下，出現高雄市唯一一次一人參選的選舉。而陳啓川以一人參選當選市長，成為首位高雄市出身的高雄市長。
1964年第五屆高雄市長選舉中，陳啓川被國民黨提名參選連任。引起黨外的李源棧、楊金虎和簡秋桐三人挑戰，在三人分散黨外選票下，陳啟川成功連任。
陳啓川八年市長被視為「政通人和、無為而治」，對於市政只作原則性的決定，其餘的事由主任秘書黃麗川與機要秘書潘家煌分別執行。所以陳啓川當市長時，上午在市府露個面，聽取幹部報告，作一些政策性的決定外，下午就很少看到他上班了。:10而在地方派系上，被視為消弭派系紛爭。
陳啓川市長任內，曾參與創辦高雄醫學院，以及道明中學、辭修中學、韓僑學校的發展。然而在高雄醫學院時與杜聰明發生風波。起因為杜聰明創辦高雄醫學院，陳啓川捐贈土地供給建校。由陳啓川出任董事長、杜聰明任院長，然而發生陳、杜失和的消息，彼此言論攻擊演變為人身攻擊，最終在誓不兩立下，於1966年雙雙掛冠而去。:11在10月1日新舊任董事長、院長交接典禮上，兩人雖然併排而坐，卻自始未打招呼。致詞時杜聰明在報告高醫創立經過時，以「有人捐贈土地」不提陳啓川的名字，陳啓川致詞時也以「有人身為師表，不能以身作則」。更稱自己借給韓國小學一間五十坪房屋作為校舍，不但受到高雄韓僑感謝，連韓國總統和國會也頒贈勳章；但捐贈高雄醫學院十一甲土地，卻換來五年麻煩，被稱霸占醫學院，把醫學校視為私產。
1968年，陳啓川卸任市長。
1992年7月，時為中華民國總統的李登輝為表彰其捐資興學、作育英才的功績，特頒「興學育才」匾額。1993年5月11日與世長辭。

## 家族
- 陳啓川父親陳中和善於經商，以鹽業、糖業、碾米業與土地投資為主，先後創辦「烏樹林製鹽株式會社」、「新興製糖株式會社」、「陳中和物產株式會社」及「南和興產」等公司，其經營成果使「高雄陳家」名列日治時代台灣五大家族之一。
- 陳啓川元配潘繡汝，為旗後義福行潘國祥大女兒。
- 陳啓川兒女眾多，先後育有七男八女。日治時期的名人錄就說他「子女大勢アリ」，源自於他有五位妻子。蔣介石曾經帶著讚嘆的口吻說：「帶五個女人比帶五個集團還困難」，蔣介石佩服陳啓川，因為陳啓川的五位太太相安無事，沒鬧過家庭糾紛。[7]:166-167陳啟川八個女兒，中間有三個女婿是醫生。長男陳田植曾任高醫董事長，其子陳建志為現任董事長；次男陳田柏是七個兒子中唯一習醫的，曾任高醫醫院副院長；三男陳田原主事業為臺灣富聲達電機公司，製造揚聲器，其女陳怡慈嫁給吳修齊四子吳威德；四子陳田圃曾任高雄銀行董事長；五男、六男、七男分別為陳田城、陳田熞、陳田銘。[7]:167